# Tito Sêxtio Mágio Laterano (cônsul em 94)
Tito Sêxtio Mágio Laterano (em latim: Titus Sextius Magius Lateranus) foi um senador romano da gente Sêxtia eleito cônsul em 94 com Lúcio Nônio Calpúrnio Torquato Asprenas. Tito Sêxtio Africano, cônsul sufecto em 59, era seu parente. Casou-se com uma nobre chamada Volúsia Torquata, filha de Quinto Volúsio Saturnino, cônsul em 56, e Nônia Torquata, e entre os filhos do casal estava Tito Sêxtio Cornélio Africano, cônsul em 112.